# Балабанова, Александра Юрьевна
Александра Юрьевна Балабанова (род. 22 октября 1996, Нефтеюганск) — российская дзюдоистка, бронзовый призёр чемпионата России 2024 года, обладательница Кубка России по дзюдо 2023 года, мастер спорта России.

## Биография
Александра Балабанова родилась 22 октября 1996 году в Нефтеюганске.
Удостоена звания «Мастер спорта России».
В 2018 году на кубке Европы по дзюдо. который состоялся в Оренбурге завоевала серебряную медаль.
В 2018 и 2021 годах Балабанова завоевывала бронзовые медали на Кубке России по дзюдо в весовой категории до 63 кг. В 2023 году на Кубке России по дзюдо в весовой категории до 63 кг она стала победительницей.
В октябре 2024 года в весовой категории до 63 кг стала бронзовым призёром чемпионата России по дзюдо.

## Спортивные результаты
- Кубок России по дзюдо 2018 — ;
- Кубок России по дзюдо 2021 — ;
- Кубок России по дзюдо 2023 — ;
- Чемпионат России по дзюдо 2024 — .